# Ribeira do Ilhéu
Ribeira do Ilhéu (Crioulo cabo-verdiano, ALUPEC: Ribéra Idjéu, Crioulo do Fogo: Ponta Verdi) é uma aldeia do norte de município do Mosteiros na norte da ilha do Fogo, em Cabo Verde.

## Vilas próximos ou limítrofes
- Salto, nordeste
- Campanas, sul
- Atalaia, suloeste